# Баруздина, Варвара Матвеевна
Варвара Матвеевна Баруздина (1862, Красный Холм, Тверская губерния — 1941, Ленинград) — русская художница.

## Биография

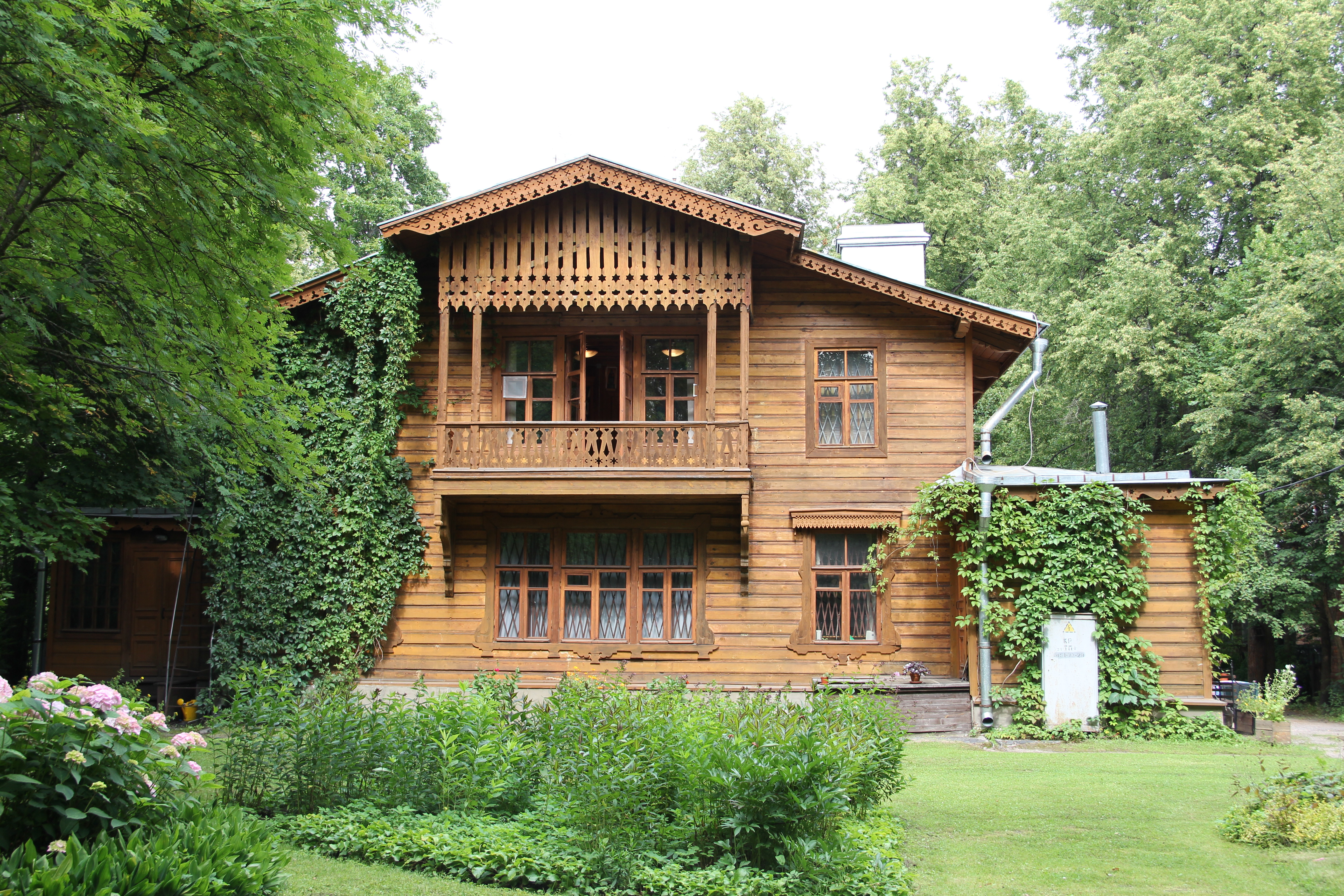
Дом-музей П. П. Чистякова
в Пушкине.

Родилась в 1862 году в небольшом городе Красный Холм Тверской губернии в семье ремесленника. В 1875 году переехала в Санкт-Петербург к своему дяде, художнику Павлу Чистякову (1832—1919), под руководством которого начала учиться живописи. В 1880 году поступила в Императорскую академию художеств, которую окончила в 1885 году. За время обучения была награждена серебряной академической медалью.
Начиная с конца 1880-х годов принимала участие в художественной жизни, демонстрируя свои работы на выставках Академии художеств (до 1916 года), Первого дамского художественного кружка (1889) и Московского общества поощрения художеств (1895—1896).
Писала жанровые сцены и пейзажи.
В 1896 году одна из её работ — картина «Монахиня» была куплена Павлом Третьяковым для его галереи.
Во время Гражданской войны проживала в Крыму, откуда в 1920-е годы вернулась в Санкт-Петербург и поселилась в прежнем доме своего дяди в Детском Селе (до революции — Царское Село; ныне — город Пушкин). В этот период писала воспоминания, преподавала живопись.
На начальном этапе Блокады Ленинграда почти 80-летняя Варвара Баруздина была убита одним из немецких солдат, которым она пыталась помешать ограбить её дом.
Дом сохранился и сегодня в нём располагается дом-музей художника Чистякова.

## Галерея

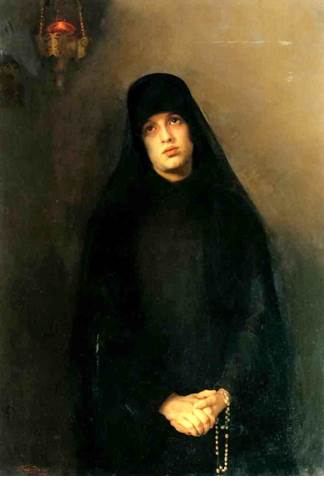
Монахиня
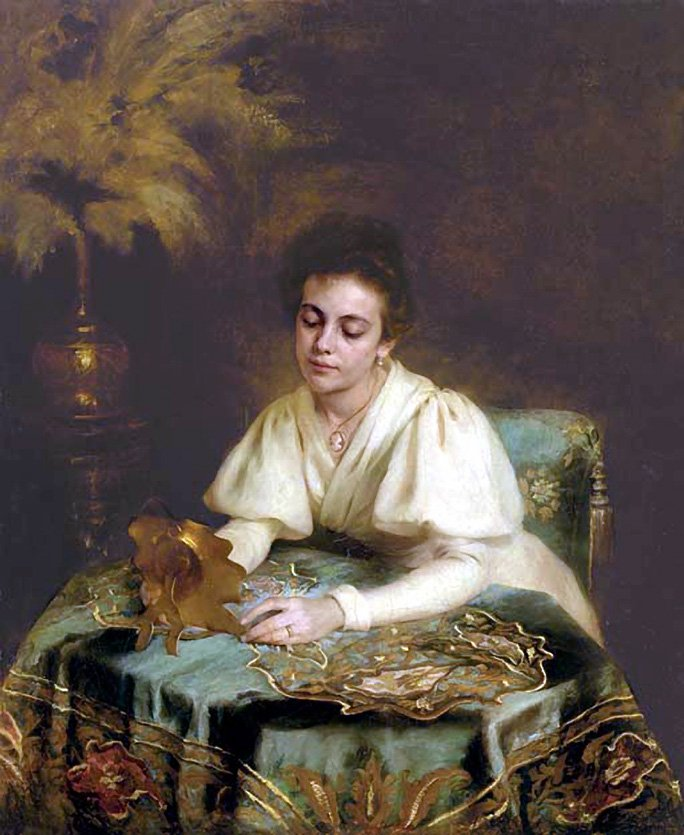
Разлука
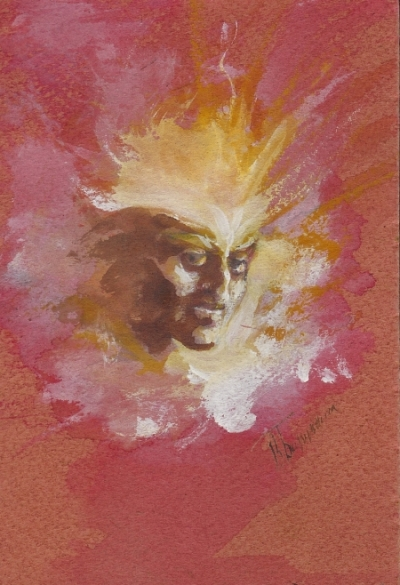
Мефистофель